# Carlos I de Anhalt-Zerbst
Carlos I de Anhalt-Zerbst (17 de noviembre de 1534 en Dessau - 4 de mayo de 1561 en Zerbst) fue un príncipe alemán de la Casa de Ascania y gobernante del principado de Anhalt-Zerbst.
Era el hijo mayor del Príncipe Juan V de Anhalt-Zerbst con su esposa Margarita, hija del Elector Joaquín I Néstor de Brandeburgo.

## Biografía
Después de la muerte de su padre en 1551, Carlos heredó Anhalt-Zerbst conjuntamente con sus hermanos más jóvenes Joaquín Ernesto y Bernardo VII de acuerdo con la ley familiar de la Casa de Ascania, sin ninguna división de los territorios del principado.
En 1553 Carlos y sus hermanos heredaron Anhalt-Plötzkau después de la muerte de su tío Jorge III.
En Zerbst el 16 de mayo de 1557 Carlos contrajo matrimonio con Ana (5 de febrero de 1531 - 13 de octubre de 1592), hija del Duque Barnim XI de Pomerania. La unión no tuvo hijos.
Carlos murió siete meses antes que su último tío superviviente, el Príncipe Joaquín I de Anhalt-Dessau. Fueron sus hermanos y sus sucesores los que heredaron los territorios del principado de Joaquín.
| Predecesor: Juan V    | Príncipe de Anhalt-Zerbst 1551-1561   | Sucesor: Joaquín Ernesto y Bernardo VII |
| Predecesor: Jorge III | Príncipe de Anhalt-Plötzkau 1553-1561 | Sucesor: Joaquín Ernesto y Bernardo VII |

- Datos: Q92203